# 16 серпня
16 серпня  — 228-й день року (229-й у високосні роки) у григоріанському календарі. До кінця року залишається 137 днів.

## Свята і пам'ятні дні

### Міжнародні
- Всесвітній день повітряних зміїв.
- Міжнародний день Піно Нуар
- День чоловічої краси. (або День догляду за собою для чоловіків)

### Національні
- Домініканська Республіка: День відродження. (1863)
- Парагвай: День захисту дітей.
- США:
  - День битви при Беннінгтоні, Вермонт. (1777)
  - Національний день парашутиста.
  - День Елвіса Аарона Преслі.
  - Національний день ромів.
  - Національний день братвурст.

### Релігійні

#### Християнство
Католицизм
- День Святого Стефана, Короля Угорщини.
- День Святого Роха, Покровителя міста Леополіс.
- День Святої Беатріс да Сілва.

Православ'я
- Післясвято Успіння.
- Перенесення з Едеси до Константинополя нерукотворного образа (убруса) Господа Ісуса Христа.
- Мученика Діомида, лікаря.
- Мучеників 33-ох палестинських.
- Преподобного Херимона Єгипетського.
- Мученика великого князя Костянтина.

## Іменини
- Православні: Діомед, Костянтин[1].
- Католицькі: Діомед, Лаврентій, Лорика, Серена.

## Події
- 1649 — 50-тисячна армія Богдана Хмельницького перемогла 60-тисячну армію Речі Посполитої короля Яна-Казимира під Зборовом.
- 1788 — міністр фінансів Королівства Франції Л. де Брієнн оголосив державу банкрутом.
- 1804 — в Булонському лісі пройшло перше нагородження орденом Почесного легіону.
- 1820 — у Ніжині коштом князя Олександра Безбородька відкрито Гімназію вищих наук (нині — Ніжинський педагогічний інститут).
- 1914 — Головна українська рада оприлюднила маніфест до українського народу з приводу Першої світової війни із закликом боротися за визволення України.
- 1919 — 11-та дивізія Групи Січових стрільців Романа Сушка Армії УНР і 21-ша Збаразька бригада УГА Богуслава Шашкевича звільнила від більшовиків Шепетівку.
- 1925 — відбулася прем'єра фільму Чарлі Чапліна «Золота лихоманка».
- 1941 — вийшов наказ Ставки Верховного Головнокомандування Червоної армії за № 270, згідно з яким командири і політпрацівники, які потрапили в полон, вважалися дезертирами, а їхні родини підлягали арешту й виселенню.
- 1945 — у Москві був підписаний «Договір між СРСР і Польською Республікою про радянсько-польський державний кордон».
- 1960 — Кіпр проголосив незалежність.
- 1960 — заснована Міжнародна академія астронавтики.
- 1962 — Рінго Старр влився в «Бітлз», замінивши попереднього барабанщика — Піта Беста.
- 1972 — у Торонто відкрилася Національна виставка, на якій уперше для західного світу були представлені виробники Китаю.
- 1975 — Пітер Ґебріел залишив Genesis, харизматичного вокаліста замінив барабанщик. Тепер Genesis асоціюють із Філом Коллінзом, а Пітер Ґебріел зайняв свою нішу серед сольних виконавців.
- 1976 — на великий екран вийшла кінокомедія Ельдара Рязанова «Іронія долі, або з легкою парою!». До цього вона пройшла по центральному телебаченню у новорічні свята.
- 1985 — Мадонна одружилася з актором Шоном Пенном.
- 1995 — більшість населення Бермудських островів на референдумі проголосувала проти незалежності й за збереження статусу британської колонії.
- 2014 — відкрилися  II Літні Юнацькі Олімпійські ігри в Нанкіні (Китай).

## Народились
Дивись також Категорія:Народились 16 серпня
- 1557 — Агостіно Карраччі, італійський художник, гравер, представник Болонської школи живопису. Брат Аннібале Карраччі.
- 1650 — Вінченцо Марія Коронеллі, венеційський історик і географ, генерал ордену Францисканців, займався головним чином космографією, виготовив земний і небесний глобуси, які досі зберігаються в Паризькій національній бібліотеці.
- 1832 — Вільгельм Вундт, німецький психолог, фізіолог, філософ і мовознавець, зіграв вирішальну роль у перетворенні психології в самостійну науку.
- 1845 — Габріель Ліппман, французький фізик, нобелівський лауреат 1908 року за розробку методу кольорової фотографії.
- 1920 — Чарлз Буковскі, відомий американський поет і письменник.
- 1929 — Білл Еванс, американський джазовий піаніст.
- 1931 — Юрій Старостенко, український маляр, графік.
- 1933 — Анатолій Авдієвський, український хоровий диригент, композитор, педагог, керівник хору імені Григорія Верьовки, Герой України.
- 1934 — П'єр Рішар, французький актор театру і кіно, режисер, комік.
- 1950 — Василь Федорук, український скульптор, художник, який останні роки життя провів у США.
- 1954 — Джеймс Кемерон, американський кінорежисер («Термінатор», «Чужі», «Титанік»).
- 1957 — Тім Ферріс, один із трьох братів — засновників австралійської групи INXS.
- 1958 — Мадонна, американська співачка, танцюристка, акторка, режисерка, сценаристка, підприємиця, філантропка та феміністка.
- 1962 — Юрій Іздрик, український прозаїк, поет, культуролог, автор концептуального журнального проєкту «Четвер».
- 1978 — Адріана Галецька, українська художниця.
- 1986 — Одрі Бітоні, американська порноакторка.

## Померли
Дивись також Категорія:Померли 16 серпня
- 1443 — Асікаґа Йосікацу, 7-й сьоґун сьоґунату Муроматі.
- 1642 — Фрідріх Кеттлер, герцог Курляндії і Семигалії.
- 1705 — Якоб Бернуллі, швейцарський математик. Вивів і проінтегрував диференціальне рівняння, впровадив термін «інтеграл».
- 1893 — Жан-Мартен Шарко, французький лікар-психіатр, невролог.
- 1920 — Норман Лок'єр, британський астрофізик, який відкрив гелій на Сонці.
- 1939 — Фердинанд Грюнінг, серійний убивця
- 1973 — Зельман Ваксман, мікробіолог, біохімік, виходець з України.
- 1977 — Елвіс Преслі, американський співак, король рок-н-ролу.
- 1987 — Андрій Миронов, радянський актор театру та кіно.
- 2010 — Дімітріос Іоаннідіс, член грецької військової хунти «чорних полковників» в 1967—1974, її голова в 1973—1974.
- 2014 — Всеволод Нестайко, український дитячий письменник.